# Eppo Bolhuis
Eduard Eppo (Eppo) Bolhuis (Ridderkerk, 18 september 1953) is een Nederlands wetenschapper, oud-politicus en ambtenaar.

## Opleiding en wetenschap
Eppo Bolhuis studeerde na de Hogere Burgerschool-b aan het Johannes Calvijn Lyceum in Rotterdam, een jaar college als uitwisselingsstudent aan de University of Iowa (1970/1971) van 1971 tot 1978 agrarische en ontwikkelingseconomie aan de Landbouwhogeschool van Wageningen. In die periode was hij al projectmedewerker bij de Voedsel- en Landbouworganisatie en wetenschappelijk assistent aan de hogeschool. Aansluitend ging hij aan de slag als beleidsmedewerker bij de Tweede Kamerfrachtie van de PvdA (1978 - 1980). In 1985 promoveerde hij op een sociaal-economisch onderzoek naar agrarische ontwikkelingspatronen in Italië en Peru aan de Rijksuniversiteit Leiden. Daarna volgde hij een tweetal managementcursussen aan Instituut De Baak in Noordwijk. Dit op basis van zijn werk als wetenschappelijk medewerker bij ZWO/WOTRO.

## Bedrijfsleven
Na zijn promotie was hij weer enige tijd actief voor de PvdA-Tweede Kamerfractie, tot hij in 1987 directeur werd van de Koninklijke Nederlandse Zuivelbond. In 1994 wordt hij algemeen directeur van de Unie van Waterschappen en in 1995 managementconsultant. In 1998 wordt hij als stafdirecteur algemene zaken en secretaris van de hoofddirectie aangenomen bij Campina Melkunie. Tot zijn schorsing in 2008 was Eppo Bolhuis statutair directeur van Twente Milieu.

## Tweede Kamer
In 2001 komt hij tussentijds in de Tweede Kamer, en mag hij de termijn afmaken. Hij hield zich in de Tweede Kamer vooral bezig met economische zaken (onder meer mededinging, duurzaam ondernemen), natuurbeheer en financiën.

## Na het Kamerlidmaatschap
Daarna wordt hij weer consultant, en later directeur van Stichting DBC-Onderhoud (2004-2007) en algemeen directeur van Twente Milieu NV (2007-2012). Na een dispuut met Twente Milieu weggegaan bij de firma en freelance gaan werken.

## Nevenfuncties
In zijn actieve loopbaan heeft Bolhuis diverse nevenfuncties vervuld. Eerst in de voedselindustrie,
vorige, maar daarna ook op allerlei ander gebied. In 1999 wordt hij bestuurslid van Stichting DOEN, en van 2001 tot 2005 is hij voorzitter.
- Parlement.com: vg09llhe5uxv